# Modoș, Banatul Central

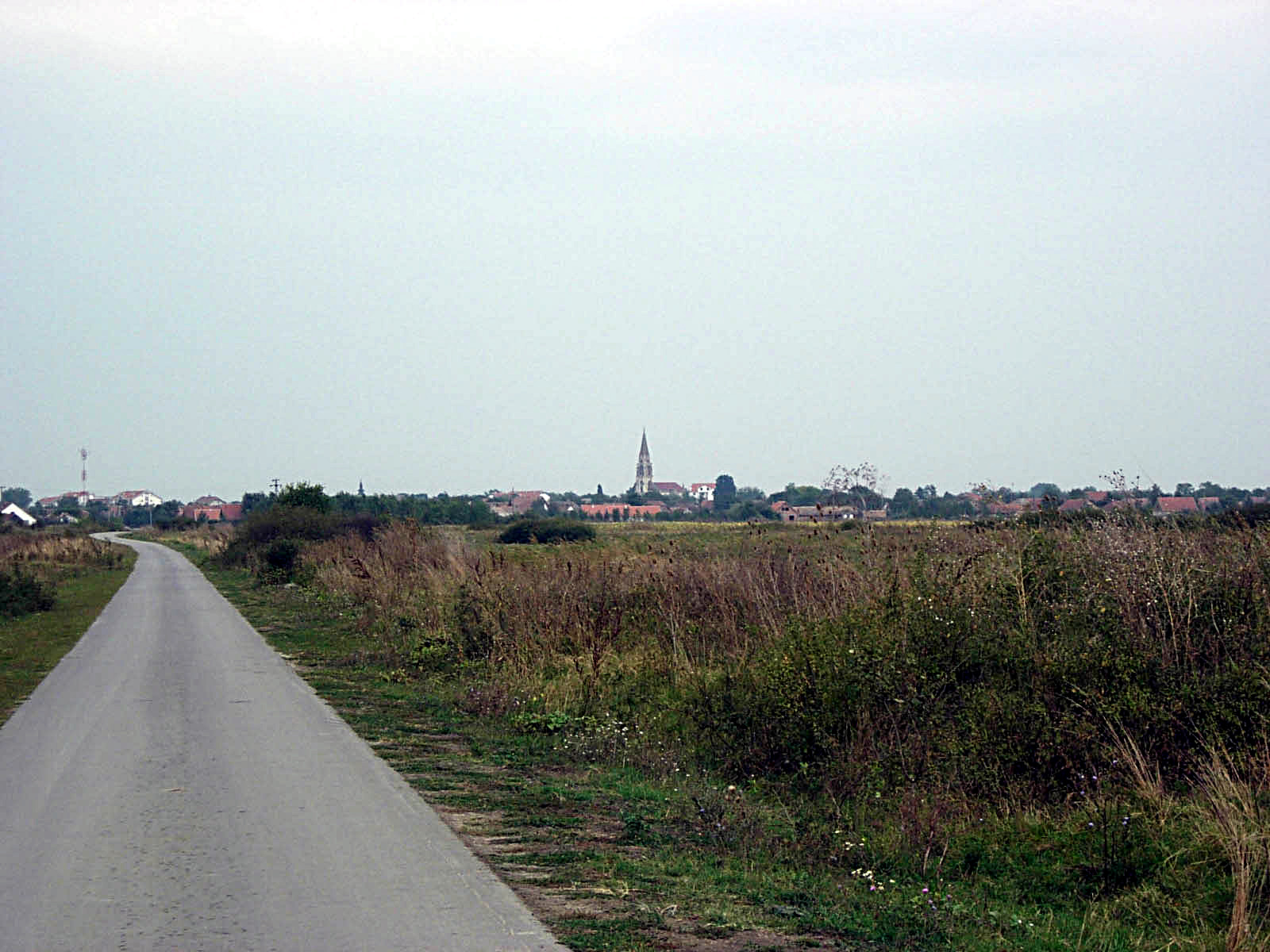
Modoş

Modoș (în sârbă Jaša Tomić, cu alfabetul chirilic: Јаша Томић, germană Modosch, maghiară Módos) este o localitate în Districtul Banatul Central, Voivodina, Serbia.

## Personalități
- Michael Kausch (1877-1942), deputat PNL

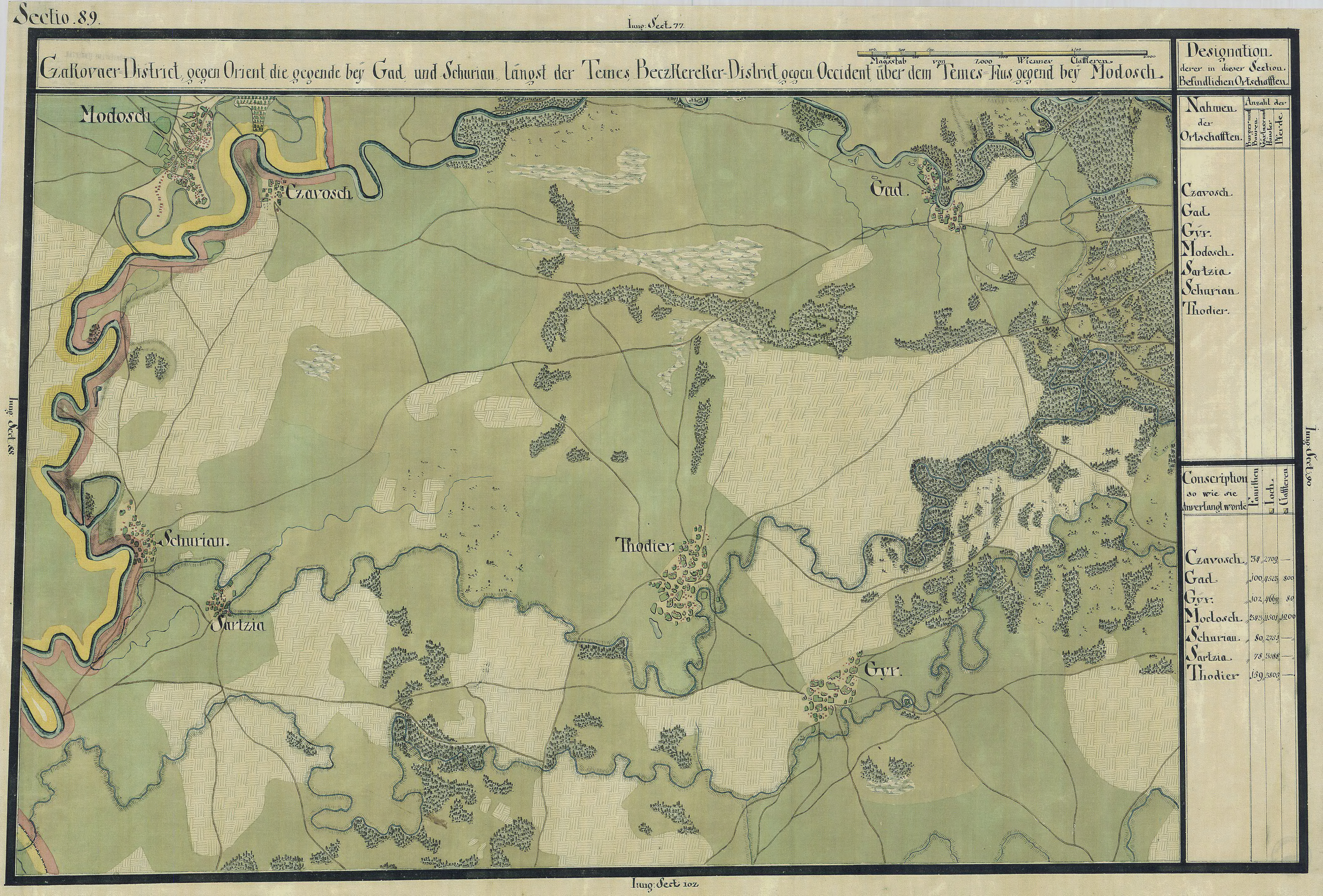
Modoş în Harta Iosefină a Banatului, 1769-72